# Epipagis citrinalis
Epipagis citrinalis là một loài bướm đêm trong họ Crambidae.